# George Goddard (Fußballspieler)
George Goddard (* 20. Dezember 1903 in Gomshall, Surrey; † April 1987) war ein englischer Fußballspieler auf der Position eines Stürmers. Mit 177 Toren, die er in 243 Punktspielen erzielte, ist er der erfolgreichste Stürmer in der Geschichte der Queens Park Rangers, bei denen er zwischen 1926 und 1933 unter Vertrag stand.

## Leben
Bis zum Alter von 22 Jahren spielte Goddard für den Redhill FC in der Athenian League, einem Amateurfußballwettbewerb für Vereine aus dem Großraum Londons.
1926 erhielt er seinen ersten Profivertrag bei den im Westen Londons beheimateten Queens Park Rangers, bei denen er bis 1933 unter Vertrag stand.
Anschließend spielte er für deren Nachbarverein FC Brentford (1933/34), anschließend für den FC Sunderland (1934/35) und zuletzt für Southend United, bei denen er seine sportliche Laufbahn ausklingen ließ.
Später arbeitete Goddard als Konditor und Tabakhändler in Molesey, Surrey.